# Vikter Duplaix
Vikter Duplaix, nascido em Filadélfia, Pensilvânia, nos Estados Unidos, é um compositor, produtor, multiinstrumentista, cantor e DJ. Duplaix teve um início de carreira típico de um cantor de soul - cresceu tanto na sua cidade natal de Filadélfia como em Augusta, Geórgia, cantando em coros de igrejas, passando posteriormente a trabalhar com batidas eletrônicas programadas enquanto trabalhava num estúdio na Filadélfia.